# Courtalam
Courtalam é uma panchayat (vila) no distrito de Tirunelveli , no estado indiano de Tamil Nadu.

## Demografia
Segundo o censo de 2001,  Courtalam  tinha uma população de 2368 habitantes. Os indivíduos do sexo masculino constituem 41% da população e os do sexo feminino 59%. Courtalam tem uma taxa de literacia de 75%, superior à média nacional de 59.5%: a literacia no sexo masculino é de 78% e no sexo feminino é de 74%. Em Courtalam, 7% da população está abaixo dos 6 anos de idade.